# Liste der Naturdenkmäler in Unsere Liebe Frau im Walde-St. Felix
Die Liste der Naturdenkmäler in Unsere Liebe Frau im Walde-St. Felix (italienisch Senale-San Felice) enthält die zehn als Naturdenkmal ausgewiesenen Objekte auf dem Gebiet der Gemeinde Unsere Liebe Frau im Walde-St. Felix in Südtirol.
Basis ist das im Internet einsehbare offizielle Verzeichnis der Naturdenkmäler in Südtirol (Stand: 23. Januar 2015). Dabei kann es sich um botanische, geologische oder hydrologische Naturdenkmäler handeln. Die Reihenfolge in dieser Liste orientiert sich an der ID, alternativ ist sie auch nach dem Namen sortierbar.

## Liste
| Foto |                 | Name                                            | Standort                    | Beschreibung                            |
| ---- | --------------- | ----------------------------------------------- | --------------------------- | --------------------------------------- |
| BW   | Datei hochladen | Wassertal – Schlucht ID: 105_G01                | 46° 30′ 40″ N, 11° 7′ 49″ O | Hydrologisches Naturdenkmal: Schlucht   |
| BW   | Datei hochladen | Koflertal – Schlucht mit Wasserfall ID: 105_G02 | 46° 29′ 8″ N, 11° 8′ 9″ O   | Hydrologisches Naturdenkmal: Schlucht   |
| BW   | Datei hochladen | Höllental – Schlucht ID: 105_G03                | 46° 30′ 55″ N, 11° 8′ 41″ O | Hydrologisches Naturdenkmal: Schlucht   |
| BW   | Datei hochladen | Ortenloch – Höhle ID: 105_G04                   | 46° 30′ 11″ N, 11° 8′ 0″ O  | Geologisches Naturdenkmal: Höhle        |
| BW   | Datei hochladen | Doline beim Urbanhof ID: 105_G05                | 46° 29′ 59″ N, 11° 6′ 15″ O | Geologisches Naturdenkmal: Karstbildung |
| ja   | Datei hochladen | Felixer Weiher ID: 105_G06                      | 46° 29′ 48″ N, 11° 9′ 49″ O | Hydrologisches Naturdenkmal: See        |
| BW   | Datei hochladen | Laugensee ID: 105_G07                           | 46° 32′ 8″ N, 11° 5′ 30″ O  | Hydrologisches Naturdenkmal: See        |
| BW   | Datei hochladen | Lärche beim Urbanhof ID: 105_G08                | 46° 29′ 58″ N, 11° 6′ 12″ O | Botanisches Naturdenkmal: Lärche        |
| BW   | Datei hochladen | Linde beim Pfeiferhof ID: 105_G10               | 46° 29′ 38″ N, 11° 8′ 7″ O  | Botanisches Naturdenkmal: Linde         |
| BW   | Datei hochladen | Buche beim Stumpfebner Hof ID: 105_G11          | 46° 29′ 17″ N, 11° 8′ 9″ O  | Botanisches Naturdenkmal: Buche         |

| Foto: | Fotografie des Naturdenkmals. Klicken des Fotos erzeugt eine vergrößerte Ansicht. Daneben finden sich zwei Symbole: |
| ID    | Identifikator bei der Abteilung Natur, Landschaft und Raumentwicklung der Südtiroler Landesverwaltung               |